# Limite quântico
O limite quântico na física é um limite na precisão de medição em escalas quânticas. Dependendo do contexto, o limite pode ser absoluto (como o limite de Heisenberg) ou pode se aplicar apenas quando o experimento é conduzido com estados quânticos naturalmente ocorrentes (por exemplo, o limite quântico padrão em interferometria) e pode ser contornado com estado de preparação avançado e esquemas de medições.
O uso do termo limite quântico padrão ou SQL é, no entanto, mais amplo do que apenas a interferometria. Em princípio, qualquer medição linear de uma observável mecânica quântica de um sistema em estudo que não comute consigo mesmo em tempos diferentes leva a tais limites. Em suma, é o princípio da incerteza de Heisenberg que é a causa.

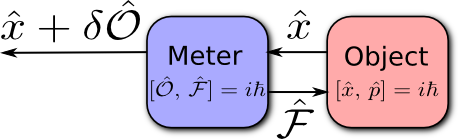
Descrição esquemática de como o processo de medição física é descrito na mecânica quântica

Uma explicação mais detalhada seria que qualquer medição na mecânica quântica envolve no mínimo duas partes, um Objeto e um Medidor. O primeiro é o sistema cuja observável, digamos {\displaystyle {\hat {x}}}, queremos medir. O último é o sistema que agrupamos ao Objeto para inferir o valor de {\displaystyle {\hat {x}}} do Objeto registrando alguma observável escolhida, {\displaystyle {\hat {\mathcal {O}}}}, deste sistema, por exemplo, a posição do ponteiro em uma escala do Medidor. Isso, em poucas palavras, é um modelo da maioria das medições que ocorrem na física, conhecidas como medições indiretas (veja pp. 38–42 de ). Ou seja, qualquer medição é o resultado de interação e isso atua em ambas as direções. Portanto, o Medidor atua sobre o Objeto durante cada medição, geralmente por meio da quantidade, {\displaystyle {\hat {\mathcal {F}}}}, conjugada à observável de leitura {\displaystyle {\hat {\mathcal {O}}}}, perturbando assim o valor da observável medida {\displaystyle {\hat {x}}} e modificando os resultados de medições subsequentes. Isso é conhecido como ação reversa (quântica) do Medidor no sistema sob medição.
Ao mesmo tempo, a mecânica quântica prescreve que a observável de leitura do Medidor deve ter uma incerteza inerente, {\displaystyle \delta {\hat {\mathcal {O}}}}, aditiva e independente do valor da quantidade medida {\displaystyle {\hat {x}}} . Isto é conhecido como imprecisão de medição ou ruído de medição . Devido ao princípio da incerteza de Heisenberg, essa imprecisão não pode ser arbitrária e está ligada à perturbação de ação reversa pela relação de incerteza :
{\displaystyle \Delta {\mathcal {O}}\Delta {\mathcal {F}}\geqslant \hbar /2\,,}
onde {\displaystyle \Delta a={\sqrt {\langle {\hat {a}}^{2}\rangle -\langle {\hat {a}}\rangle ^{2}}}} é um desvio padrão da observável {\displaystyle a} e {\displaystyle \langle {\hat {a}}\rangle } representa o valor esperado de {\displaystyle a} em qualquer estado quântico que o sistema esteja. A igualdade é alcançada se o sistema estiver em um estado de incerteza mínima . A consequência para o nosso caso é que quanto mais precisa for a nossa medição, ou seja, quanto menor for {\displaystyle \Delta {\mathcal {\delta O}}}, maior será a perturbação que o Medidor exerce sobre o observável medido {\displaystyle {\hat {x}}} . Portanto, a leitura do Medidor consistirá, em geral, em três termos:
{\displaystyle {\hat {\mathcal {O}}}={\hat {x}}_{\mathrm {free} }+\delta {\hat {\mathcal {O}}}+\delta {\hat {x}}_{BA}[{\hat {\mathcal {F}}}]\,,}
onde {\displaystyle {\hat {x}}_{\mathrm {free} }} é um valor de {\displaystyle {\hat {x}}} que o Objeto teria, se não estivesse acoplado ao Medidor, e {\displaystyle \delta {\hat {x_{BA}}}[{\hat {\mathcal {F}}}]} é a perturbação para o valor de {\displaystyle {\hat {x}}} causada pela força de ação reversa, {\displaystyle {\hat {\mathcal {F}}}} . A incerteza deste último é proporcional a {\displaystyle \Delta {\mathcal {F}}\propto \Delta {\mathcal {O}}^{-1}} . Assim, existe um valor mínimo, ou o limite de precisão que se pode obter em tal medição, desde que {\displaystyle \delta {\hat {\mathcal {O}}}} e {\displaystyle {\hat {\mathcal {F}}}} não são correlacionados.
Os termos "limite quântico" e "limite quântico padrão" às vezes são usados de forma alternadamente. Usualmente, "limite quântico" é um termo geral que se refere a qualquer restrição de medição devido a efeitos quânticos, enquanto o "limite quântico padrão" em qualquer contexto se refere a um limite quântico que é universal naquele contexto.

## Exemplos

### Medição de deslocamento
Considere um simples esquema de medição, que, ainda assim, incorpora todas as características principais de uma medição de posição geral. No esquema mostrado na Figura, uma sequência de pulsos de luz muito curtos são usados para monitorar o deslocamento de corpo sonda {\displaystyle M} . A posição {\displaystyle x} de {\displaystyle M} é sondado periodicamente com intervalo de tempo {\displaystyle \vartheta } . Supomos uma massa {\displaystyle M} suficientemente grande para desprezar o deslocamento causado pela pressão de radiação regular (clássica) dos pulsos no decorrer do processo de medição.

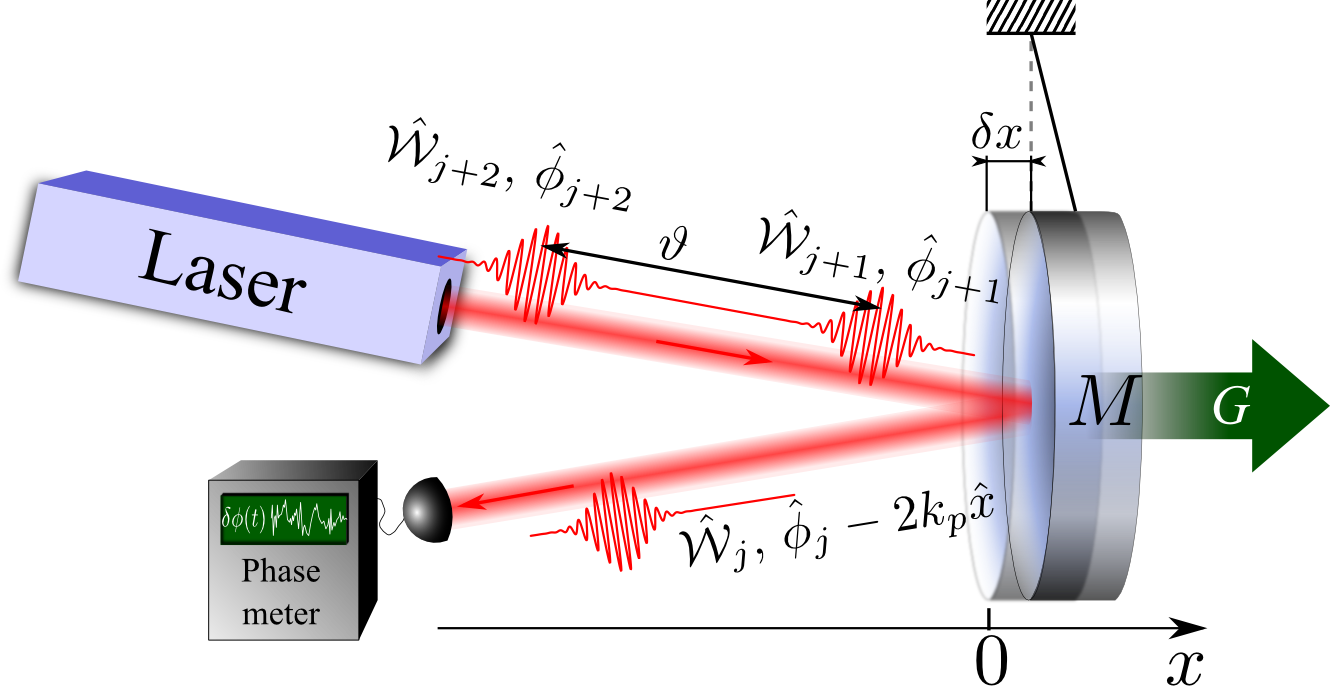
Esquema simplificado de medição óptica da posição de um objeto

Então a cada {\displaystyle j} -ésimo pulso, quando refletido, ele carrega um deslocamento de fase proporcional ao valor da posição da massa de teste {\displaystyle x(t_{j})} no momento da reflexão:
{\displaystyle {\hat {\phi }}_{j}^{\mathrm {refl} }={\hat {\phi }}_{j}-2k_{p}{\hat {x}}(t_{j})\,,}
onde {\displaystyle k_{p}=\omega _{p}/c}, {\displaystyle \omega _{p}} é a frequência da luz, {\displaystyle j=\dots ,-1,0,1,\dots } é o número do pulso e {\displaystyle {\hat {\phi }}_{j}} é a fase inicial (aleatória) do {\displaystyle j} -ésimo pulso. Supomos que o valor médio de todas essas fases é igual a zero, {\displaystyle \langle {\hat {\phi }}_{j}\rangle =0}, e sua incerteza valor eficaz {\displaystyle (\langle {\hat {\phi ^{2}}}\rangle -\langle {\hat {\phi }}\rangle ^{2})^{1/2}} é igual a {\displaystyle \Delta \phi } .
Os pulsos refletidos são detectados por um dispositivo sensível à fase (o detector de fase). A implementação de um detector de fase óptica pode ser feita usando , por exemplo, esquemas de detecção homódinos ou heteródinos (veja Seção 2.3 em
e referências nela contidas), ou outras técnicas de leitura semelhantes.
Neste exemplo, a fase do pulso de luz {\displaystyle {\hat {\phi }}_{j}} serve como a leitura observável {\displaystyle {\mathcal {O}}} do Medidor. Então supomos que o erro de medição da fase {\displaystyle {\hat {\phi }}_{j}^{\mathrm {refl} }} introduzido pelo detector é muito menor que a incerteza inicial das fases {\displaystyle \Delta \phi } . Neste caso, a incerteza inicial será a única fonte do erro de medição da posição:
{\displaystyle \Delta x_{\mathrm {meas} }={\frac {\Delta \phi }{2k_{p}}}\,.}
Por conveniência, renormalizamos a Equação 1 como o deslocamento equivalente da massa de teste:
{\displaystyle {\tilde {x}}_{j}\equiv -{\frac {{\hat {\phi }}_{j}^{\mathrm {refl} }}{2k_{p}}}={\hat {x}}(t_{j})+{\hat {x}}_{\mathrm {fl} }(t_{j})\,,}
onde:
{\displaystyle {\hat {x}}_{\mathrm {fl} }(t_{j})=-{\frac {{\hat {\phi }}_{j}}{2k_{p}}}}
são os valores aleatórios independentes com as incertezas RMS fornecidas pela Equação 2.
Após a reflexão, cada pulso de luz chuta a massa de teste, transferindo a ela um momento de ação reversa igual a
{\displaystyle {\hat {p}}_{j}^{\mathrm {after} }-{\hat {p}}_{j}^{\mathrm {before} }={\hat {p}}_{j}^{\mathrm {b.a.} }={\frac {2}{c}}{\hat {\mathcal {W}}}_{j}\,,}
onde {\displaystyle {\hat {p}}_{j}^{\mathrm {before} }} e {\displaystyle {\hat {p}}_{j}^{\mathrm {after} }} são os valores de momento da massa de teste pouco antes e pouco depois da reflexão do pulso de luz, e {\displaystyle {\mathcal {W}}_{j}} é a energia do {\displaystyle j} -ésimo pulso, que desempenha o papel de ação reversa observável {\displaystyle {\hat {\mathcal {F}}}} do Medidor. A maior parte dessa perturbação é contribuída pela pressão de radiação clássica:
{\displaystyle \langle {\hat {p}}_{j}^{\mathrm {b.a.} }\rangle ={\frac {2}{c}}{\mathcal {W}}\,,}
sendo {\displaystyle {\mathcal {W}}} a energia média dos pulsos. Portanto, pode ser ignorado seu efeito, pois ele poderia ser tanto subtraído do resultado da medição ou compensado por um atuador. A parte aleatória, que não pode ser compensada, é proporcional ao desvio da energia do pulso:
{\displaystyle {\hat {p}}^{\mathrm {b.a.} }(t_{j})={\hat {p}}_{j}^{\mathrm {b.a.} }-\langle {\hat {p}}_{j}^{\mathrm {b.a.} }\rangle ={\frac {2}{c}}{\bigl (}{\hat {\mathcal {W}}}_{j}-{\mathcal {W}}{\bigr )}\,,}
e sua incerteza RMS é igual a
{\displaystyle \Delta p_{\mathrm {b.a.} }={\frac {2\Delta {\mathcal {W}}}{c}}\,,}
sendo {\displaystyle \Delta {\mathcal {W}}} a incerteza RMS da energia do pulso.
Supondo que o espelho esteja livre (o que é uma aproximação razoável se o intervalo de tempo entre os pulsos for muito menor do que o período de oscilações do espelho suspenso, {\displaystyle \vartheta \ll T} ), pode-se estimar um deslocamento adicional causado pela ação reversa do {\displaystyle j} -ésimo pulso que contribuirá para a incerteza da medição subsequente pelo pulso {\displaystyle j+1} em um tempo {\displaystyle \vartheta } mais tarde:
{\displaystyle {\hat {x}}_{\mathrm {b.a.} }(t_{j})={\frac {{\hat {p}}^{\mathrm {b.a.} }(t_{j})\vartheta }{M}}\,.}
A sua incerteza será simplesmente
{\displaystyle \Delta x_{\mathrm {b.a.} }(t_{j})={\frac {\Delta {p}_{\mathrm {b.a.} }(t_{j})\vartheta }{M}}\,.}
Se agora quisermos estimar o quanto o espelho se moveu entre os {\displaystyle j} e {\displaystyle j+1} pulsos, ou seja, seu deslocamento {\displaystyle \delta {\tilde {x}}_{j+1,j}={\tilde {x}}(t_{j+1})-{\tilde {x}}(t_{j})}, teremos que lidar com três incertezas adicionais que limitam a precisão da nossa estimativa:
{\displaystyle \Delta {\tilde {x}}_{j+1,j}={\Bigl [}(\Delta x_{\rm {meas}}(t_{j+1}))^{2}+(\Delta x_{\rm {meas}}(t_{j}))^{2}+(\Delta x_{\rm {b.a.}}(t_{j}))^{2}{\Bigr ]}^{1/2}\,,}
onde assumimos que todas as contribuições para nossa incerteza de medição são estatisticamente independentes e, portanto, obtivemos a incerteza total pela soma dos desvios padrão. Se assumirmos ainda que todos os pulsos de luz são semelhantes e têm a mesma incerteza de fase, então {\displaystyle \Delta x_{\rm {meas}}(t_{j+1})=\Delta x_{\rm {meas}}(t_{j})\equiv \Delta x_{\rm {meas}}=\Delta \phi /(2k_{p})} .
Agora, qual é o mínimo dessa soma e qual é o erro mínimo que se pode obter nessa estimativa simples? A resposta decorre da mecânica quântica, se lembrarmos que a energia e a fase de cada pulso são observáveis canonicamente conjugados e portanto obedecem à seguinte relação de incerteza:
{\displaystyle \Delta {\mathcal {W}}\Delta \phi \geq {\frac {\hbar \omega _{p}}{2}}\,.}
Portanto, segue das Equações 2 e 5 que o erro de medição de posição {\displaystyle \Delta x_{\mathrm {meas} }} e a perturbação do momento {\displaystyle \Delta p_{\mathrm {b.a.} }} devido à ação reversa também satisfaz a relação de incerteza:
{\displaystyle \Delta x_{\mathrm {meas} }\Delta p_{\mathrm {b.a.} }\geq {\frac {\hbar }{2}}\,.}
Levando essa relação em conta, a incerteza mínima, {\displaystyle \Delta x_{\mathrm {meas} }}, o pulso de luz deve ter para não perturbar muito o espelho, deve ser igual a {\displaystyle \Delta x_{\mathrm {b.a.} }} cedendo para ambos {\displaystyle \Delta x_{\mathrm {min} }={\sqrt {\frac {\hbar \vartheta }{2M}}}} . Assim, o erro mínimo de medição de deslocamento prescrito pela mecânica quântica é:
{\displaystyle \Delta {\tilde {x}}_{j+1,j}\geqslant {\Bigl [}2(\Delta x_{\rm {meas}})^{2}+{\Bigl (}{\frac {\hbar \vartheta }{2M\Delta x_{\rm {meas}}}}{\Bigr )}^{2}{\Bigr ]}^{1/2}\geqslant {\sqrt {\frac {3\hbar \vartheta }{2M}}}\,.}
Este é o Limite Quântico Padrão para tal procedimento de 2 pulsos. Em princípio, se limitarmos nossa medição a apenas dois pulsos e não nos importarmos em perturbar a posição do espelho posteriormente, a incerteza de medição do segundo pulso, {\displaystyle \Delta x_{\rm {meas}}(t_{j+1})}, pode, em teoria, ser reduzido a 0 (o que resultará, é claro, em {\displaystyle \Delta p_{\rm {b.a.}}(t_{j+1})\to \infty } ) e o limite do erro de medição de deslocamento será reduzido a:
{\displaystyle \Delta {\tilde {x}}_{SQL}={\sqrt {\frac {\hbar \vartheta }{M}}}\,,}
na qual é conhecido como Limite Quântico Padrão para a medição do deslocamento de massa livre.
Este exemplo representa um caso particular simples de uma medição linear. Esta classe de esquemas de medição pode ser totalmente descrita por duas equações lineares da forma (3) e (4), desde que tanto a incerteza de medição quanto a perturbação de ação de retorno do objeto ( {\displaystyle {\hat {x}}_{\mathrm {fl} }(t_{j})} e {\displaystyle {\hat {p}}^{\mathrm {b.a.} }(t_{j})} neste caso) sejam estatisticamente independentes do estado quântico inicial do objeto de teste e satisfaçam a mesma relação de incerteza que a observável medida e sua contraparte canonicamente conjugada (a posição e o momento do objeto neste caso)."

### Uso em óptica quântica
No contexto de interferometria ou outras medições ópticas, o limite quântico padrão geralmente se refere ao nível mínimo de ruído quântico que é obtido sem estados comprimidos .
Há também um limite quântico para o ruído de fase, alcançável apenas por um laser em altas frequências de ruído.
Na espectroscopia, o menor comprimento de onda em um espectro de raios X é chamado de limite quântico.

## Relação enganosa com o limite clássico
Observe que devido a uma sobrecarga da palavra "limite", o limite clássico não é o oposto do limite quântico. Em "limite quântico", "limite" está sendo usado no sentido de uma limitação física (por exemplo, o limite de Armstrong ). Em "limite clássico", "limite" é usado no sentido de um processo limitante . (Observe que não há um limite matemático simples e rigoroso que recupere completamente a mecânica clássica da mecânica quântica, apesar do teorema de Ehrenfest . No entanto, na formulação do espaço de fase da mecânica quântica, tais limites são mais sistemáticos e práticos.)